# اینگولف ویگرت
اینگولف ویگرت (انگلیسی: Ingolf Wiegert؛ زادهٔ ۳ نوامبر ۱۹۵۷) بازیکن هندبال اهل آلمان بود.